# Bitwa pod Durben
Bitwa pod Durben, pod Durbe (obecne Durbe na Łotwie) – starcie zbrojne, które miało miejsce 13 lipca 1260 pomiędzy połączonymi siłami inflanckiej gałęzi zakonu krzyżackiego pod dowództwem mistrza krajowego Burcharda von Hornhausena i Krzyżaków pod dowództwem marszałka pruskiego Henryka Botela z dowodzonymi przez księcia Treniotę (siostrzeńca Mendoga) Żmudzinami i Litwinami.
Żmudzini nie chcieli się pogodzić z narzucaną im chrystianizacją i uprzednią decyzją Mendoga o podarowaniu Żmudzi zakonowi inflanckiemu.
Obaj mistrzowie prowadzili przeciw zbuntowanym Żmudzinom oddziały rycerzy zakonnych oraz zmobilizowanej ludności kurońskiej, liwońskiej i pruskiej. Wojska krzyżackie uzupełniali liczni krzyżowcy. Wśród nich były sprzymierzone z zakonem krzyżackim siły księcia mazowieckiego, Siemowita. W bitwie nad jeziorem Durben (w pobliżu miejscowości Durbe, niem. Durben) wojska zakonne zostały pokonane, a w krwawej walce zginęli obaj dowódcy wraz z około 150 rycerzami. Klęska ta stała się hasłem do wybuchu wielkiego powstania antykrzyżackiego w Prusach, a także spowodowała zerwanie sojuszu Mendoga z Krzyżakami i jego powrót do pogaństwa.
Bitwa ta miała też przykre następstwa dla księcia mazowieckiego Siemowita. W 1262 roku Mendog poprowadził odwetową wyprawę, karząc Siemowita za udział oddziałów mazowieckich w wyprawach krzyżowych na Żmudź. Mendog spustoszył Mazowsze, a książę stracił życie podczas walk o Jazdów.